# Kim Dracula
Samuel Wellings, profissionalmente Kim Dracula, é um cantor, compositor, músico e rapper australiano de Hobart, Tasmânia, cujas canções alcançaram popularidade no TikTok . Seus trabalhos são conhecidos tanto por trabalhos originais quanto por covers de metal de canções não tipicamente associadas ao gênero. Recentemente se tornou popular no YouTube por sua música autoral " Make mefamous " de seu álbum "A Gradual Decline In Morale".
Kim Dracula foi anteriormente vocalista da banda australiana de heavy metal Jesterpose, que se formou em 2017 e lançou o EP COVID-19 em 2020.
O nome de Kim Dracula é provavelmente uma referência à música de mesmo nome dos Deftones de seu álbum Saturday Night Wrist .

## Carreira musical
Seu cover de "Paparazzi" ganhou popularidade e viralizou em meses, com seis milhões de visualizações no YouTube, treze milhões de reproduções no Spotify, e uso em mais de 60.000 clipes do TikTok antes do final do ano. O grande sucesso da música impulsionou Kim Dracula para a posição de quarto artista musical australiano no TikTok em 2020, ficando atrás de Sia, Iggy Azalea e Mia Rodriguez .
Em janeiro de 2021, "Paparazzi" entrou na parada Global dos 50 virais do Spotify, onde alcançou o quarto lugar em 13 de janeiro. No mesmo mês, Kim Dracula estreou na posição 47° na parada de artistas emergentes da Billboard, impulsionada principalmente pelo sucesso de "Paparazzi", que entrou na parada de Hot Rock & Alternative Songs na posição 31°.
Em abril de 2021, o cover de "Paparazzi" de Kim Dracula teve 13,4 milhões de visualizações no TikTok, 33 milhões de visualizações no YouTube e 55 milhões no Spotify, enquanto Kim Dracula ascendeu e se tornou a segunda personalidade australiana no TikTok mais seguida, perdendo apenas para Sia. Os singles de 2022 de Kim Dracula, "Make Me Famous" e "Drown", foram avaliados favoravelmente pela revista Rock Sound, a última faixa sendo descrita como "uma enxurrada de sons e estilos [... ] tão estranho quanto maravilhoso".
Em 14 de julho de 2023, Kim Dracula lançou seu álbum de estreia A Gradual Decline in Morale, que é composto por 20 faixas, incluindo três singles lançados anteriormente com clipes. (Make me Famous, Drown & Seventy Thorns).

## Discografia
| Título                                         | Ano  | Posições de gráfico de pico | Posições de gráfico de pico | Album             |
| Título                                         | Ano  | NZ Hot                      | US                          | Album             |
| ---------------------------------------------- | ---- | --------------------------- | --------------------------- | ----------------- |
| "Killdozer"                                    | 2020 | —                           | —                           | Singles sem álbum |
| "1-800-CLOSE-UR-EYES"                          | 2020 | —                           | —                           | Singles sem álbum |
| "Say Please!"                                  | 2020 | —                           | —                           | Singles sem álbum |
| "Paparazzi"                                    | 2020 | 19                          | —                           | Singles sem álbum |
| "Make Me Famous"                               | 2022 |                             | —                           |                   |
| "Drown"                                        | 2022 |                             |                             |                   |
| "Seventy Thorns" (apresentando Jonathan Davis) |      |                             | —                           |                   |
|                                                |      | —                           | Singles sem álbum           |                   |
| "Death Before Designer" (featuring SosMula)    |      | —                           | Singles sem álbum           |                   |
| "Land Of The Sun"                              | —    | —                           | Decline in morale           |                   |
| "A Gradual Decline In Morale"                  |      |                             |                             | Decline in morale |
| ""My confession""                              |      |                             |                             | Decline in morale |
| "The Pledge:"                                  | 2023 |                             |                             | Decline in morale |
| "Lucy Is A Fine Thing (Give It A Chance)"      | 2023 |                             |                             | Decline in morale |
| "Drown"                                        | 2023 |                             |                             | Decline in morale |
| "SuperHero"                                    | 2023 |                             |                             | Decline in morale |
| "Are you?" (apresentando Kirin. J. Callinan)   |      |                             |                             | Decline in morale |
| ""The Turn:""                                  | 2023 |                             |                             | Decline in morale |
| "Divine Retribution"                           | 2023 |                             |                             | Decline in morale |
| "UnderCover"                                   | 2023 |                             |                             | Decline in morale |
| "Industry Secrets"                             | 2023 |                             |                             | Decline in morale |
| "Rosé"                                         | 2023 |                             |                             | Decline in morale |
| "The prestige:"                                | 2023 |                             |                             | Decline in morale |
| "Reunion And Reintegration"                    | 2023 |                             |                             | Decline in morale |
| "Kitty Kitty"                                  | 2023 |                             |                             | Decline in morale |
| "Iris"                                         | 2023 |                             |                             | Decline in morale |
| "The End, For Now"                             | 2023 |                             |                             | Decline in morale |

#### Músicas onde Kim aparece
| Título                                                                          | Ano  | Álbum            |
| ------------------------------------------------------------------------------- | ---- | ---------------- |
| "The Bard's Last Note" (Ricky Desktop apresentando Kim Dracula)                 | 2020 | Non-album single |
| "Vinny Rotten" (SosMula featuring Kim Dracula)                                  | 2021 | 13 Songs 2 Die 2 |
| "Червь / Worm" (IC3PEAK apresentando Kim Dracula)                               | 2022 | Non-album single |
| "Artificial Anatomy" (Left To Suffer apresentando Kim Dracula)                  | 2023 | Feral            |
| "W H A T (We're Hungry And Thirsty)" (Tech N9ne apresentando HU$H, Kim Dracula) | 2023 |                  |